# Jessica Amlee

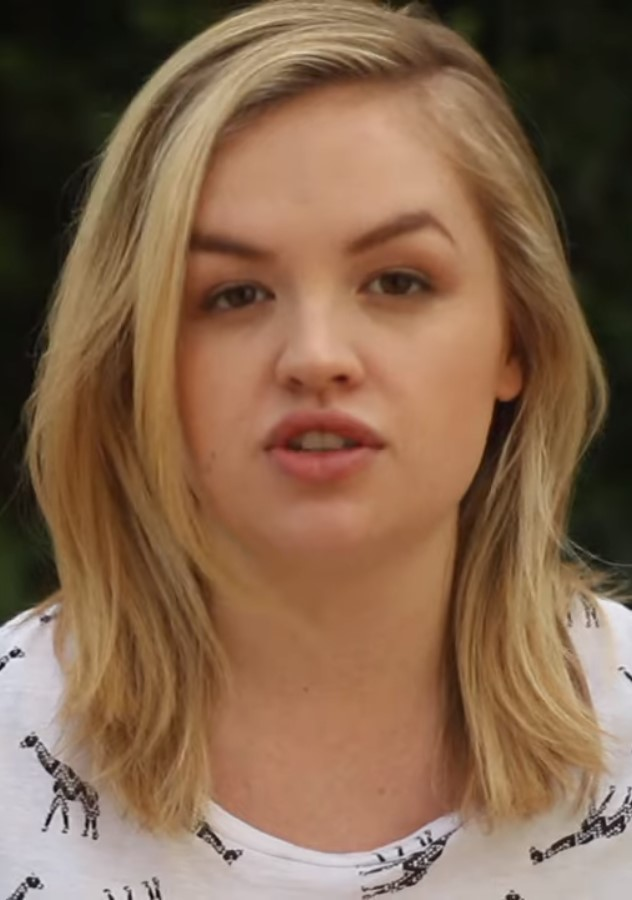
Jessica Amlee (2015)

Jessica Kelsey Amlee (* 17. Juli 1994 in Maple Ridge, Kanada) ist eine kanadische Fernseh- und Filmschauspielerin.

## Leben
Amlee wuchs mit einem älteren Bruder in Maple Ridge bei Vancouver auf. Sie ist Absolventin der Kanaka Creek Elementary. Sie wurde durch ihre Rolle als Mallory in der CBC-Fernsehserie Heartland – Paradies für Pferde bekannt. Sie spielte auch die Amy im Horrorfilm Beneath und Jackie in der Serie Greenhouse Academy auf Netflix.

## Filmografie

### Filme
- 2002: They – Sie Kommen (Wes Craven Presents: They)
- 2003: Mein Leben ohne mich (My Life Without Me)
- 2004: Superbabies: Baby Geniuses 2
- 2004: Reflection (Kurzfilm)
- 2004: Chestnut – Der Held vom Central Park (Chestnut: Hero of Central Park)
- 2004: The Love Crimes of Gillian Guess (Fernsehfilm)
- 2005: Eve and the Fire Horse
- 2005: Barbie und der geheimnissvolle Pegasus (Barbie and the Magic of Pegasus 3-D, Stimme)
- 2006: The Invisible Dog (Kurzfilm)
- 2006: Eiskalt wie die Hölle (Absolute Zero, Fernsehfilm)
- 2006: Wildfires – Lauffeuer (Firestorm: Last Stand at Yellowstone, Fernsehfilm)
- 2006: Last Chance Cafe (Fernsehfilm)
- 2007: Juliana and the Medicine Fish (Kurzfilm)
- 2007: Beneath
- 2008: Left Coast (Fernsehfilm)
- 2009: Wake Up! – Lebe deinen Traum (Living Out Loud, Fernsehfilm)
- 2010: Notruf zu Weihnachten (A Heartland Christmas, Fernsehfilm)
- 2015: Kidnapped: The Hannah Anderson Story (Fernsehfilm)
- 2016: Missed Connections
- 2017: Vikes
- 2021: The Runner
- 2025: A Hundred Lies

### Fernsehserien
- 2001: Mysterious Ways (Folge: Dead Dog Walking)
- 2001: Outer Limits – Die unbekannte Dimension (The Outer Limits, Folge: Zeitreise in die Kindheit)
- 2001: Dark Angel (Folge: Das Paar mit den Kiemen)
- 2001: Smallville (Folge: Körperbeben)
- 2002: Animal Miracles (Folge: Rocky & Marilyn)
- 2002: Andromeda (Folge: Eintagsfliegen)
- 2002: Just Cause (Pilot)
- 2002–2004: Jeremiah – Krieger des Donners (Jeremiah, 3 Folgen)
- 2003: Twilight Zone (The Twilight Zone, Folge: Der Placebo-Effekt)
- 2003, 2005: Dead Zone (The Dead Zone, 2 Folgen)
- 2004: Stargate: Atlantis (Folge: Selbstopfer)
- 2004: Urban Rush (Folge: Oktober 25, 2004)
- 2006: The Collector (Folge: The Person with Aids)
- 2007–2017: Heartland – Paradies für Pferde (Heartland, 92 Folgen)
- 2017–2018: Greenhouse Academy (Staffeln 1 und 2)
- 2019: For All Mankind (Fernsehserie, 1 Folge)